# Situacionisme

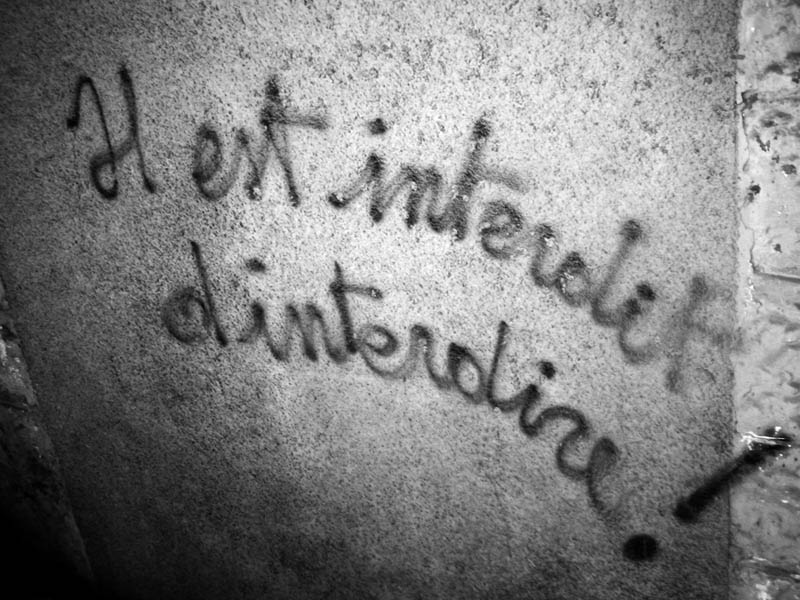
Pintada situacionista fotografiada a Menton, Occitània, 2006.

La Internacional Situacionista (1957-1972) va ser un moviment fundat per Guy Debord, format per artistes i intel·lectuals, que tenia com a objectius acabar amb el sistema opressiu de la societat de classes i combatre el sistema ideològic contemporani de la civilització occidental: l'anomenada dominació capitalista. Les seves obres i propostes van influir notablement en la cultura europea i són encara vigents, pel fet que se centren en les interrelacions entre cultura i política, i per la seva reivindicació de l'espai públic com a lloc de creació cultural i acció política.

## Història
La Internacional Situacionista nasqué el 28 de juliol del 1957 a Coxe, a la Ligúria, de la fusió d'alguns components de la Internacional Lletrista, del Moviment Internacional per una Bauhaus Imaginista (MIBI), del Moviment CO.BR.A. i del Comitè Psicogeogràfic de Londres. En foren fundadors Giuseppe Pinot Gallizio, Piero Simondo, Elena Verrone, Michele Bernstein, Guy Debord, Asger Jorn i Walter Olmo.
Document fundacional: *
El programa de la Internacional Situacionista és crear situacions definides com a moments de la vida concretament i deliberadament construïts mitjançant l'organització col·lectiva d'un ambient unitari i d'un joc d'esdeveniments. Les situacions són creades mitjançant l'Urbanisme Unitari, un nou ambient espacial d'activitat on l'art integral i una nova arquitectura puguin a la fi ser realitzats. Els situacionistes es proposen d'inventar jocs nous, tot ampliant la part no-mediocre de la vida, disminuint-ne -per tant- els moments nuls.
Aquest és el programa d'acció adoptat pels artistes experimentals del MIBI i dels lletristes en el moment de confluir en la nounata Internacional Situacionista. Fou modificat i abandonat ja bastant abans de la fi del moviment, que succeí a París el 1972. El grup funcionà durant uns 15 anys, en els quals es van desplaçar des del terreny de les avantguardes artístiques i literàries cap a la crítica revolucionària.
Figures clau del moviment, a qui devem la major part dels desenvolupaments teòrics de l'Internacional, són el francès Guy-Ernest Debord (autor del text clau "La societat de l'espectacle"), el danès Asger Jorn, el belga Raoul Vaneigem i l'italià Giuseppe Pinot-Gallizio.
Conceptes fonamentals del programa de la Internacional Situacionista al moment de la fundació foren l'Urbanisme Unitari, la psicogeografia, amb l'exploració pràctica del territori mitjançant les derives, i la idea del potencial revolucionari del temps lliure.
A partir d'aquestes premises el moviment cresqué i es desenvolupà durant els anys '60 i trobà en el Maig del 1968 a París el moment més alt d'afirmació, allà on es trobaran els desigs de canvi dels joves francesos i les teories carnavalesques (òbviament, en un sentit revolucionari) i escandaloses dels situacionistes. Després del maig la popularitat del grup arribà a nivells mai vistos. Centenars de persones es definiren com a situacionistes sense tenir la menor idea d'allò que era la Internacional. Acostumats als grups de masses, simplement desitjaven d'adherir-s'hi. La secció francesa fou inundada de peticions, i Debord deixà el lloc d'editor de la revista, disgustat per aquesta massa d'admiradors cecs (que ell despectivament anomenava pro-situ) i seguidors que s'acostaven a la Internacional esperant formar part d'un moviment que en realitat no existia.
El 1972, a força d'escissions i expulsions vàries, Debord i Sanguinetti es quedaran pràcticament com a únics representants de la Internacional, disgustats entre altres coses per allò que va passar al vuitè congrés (a Venècia), que fou envaït per pro-situs. Per aquests motius es decidirà l'autodissolució, no abans d'haver donat a la premsa el darrer escrit de la Internacional: "La veritable escissió de la Internacional".
Una de les preses de posició més importants que la Internacional Situacionista segurament ha deixat és llur reflexió sobre els drets d'autor: sobre cada obra (llibre, video, futlletí, etc.) s'hi especificava que aquesta podia ser fotocopiada per fragments o sencera, modificada o distribuïda, sempre que no fos amb fins comercials. Aquesta posició encara influeix notablement el discurs al voltant dels drets d'autor, com el debat sobre el copyleft o sobre les llicències de Creative Commons, fins i tot els mateixos projectes de la Wikipedia, Wikicommons o Wikisource es poden considerar exemples d'un lliure compartir del saber que cerca -tant com és possible- de posar-se més enllà de la lògica del copyright.

## El vocabulari dels situacionistes
(De: Internationale situationniste, n. 1, París, juny del 1958.
DEFINICIONS
- Situació construïda

Moment de la vida, concretament i deliberadament construït mitjançant l'organització col·lectiva d'un ambient unitari i d'un joc d'esdeveniments.
- Situacionista

Allò que es refereix a la teoria o a l'activitat pràctica d'una construcció de situacions. Aquell qui es dedica a construir situacions.
Membre de la Internacional Situacionista.
- Situacionisme

Mot privat de sentit, abusivament derivat del terme precedent. No existeix el situacionisme, perquè significaria una doctrina d'interpretació dels fets existents. La noció de situacionisme evidentement l'han concebut els antisituacionistes.
- Psicogeografia

Estudi dels efectes precisos de l'ambient geogràfic, disposat conscientement o no, que actua directament sobre el comportament afectiu dels individus.
- Psicogeogràfic

Relatiu a la psicogeografia. Allò que manifesta l'acció directa de l'ambient geogràfic sobre l'afectivitat.
- Psicogeògraf

Aquell qui estudia i transmet la realitat psicogeogràfica.
- Deriva

Manera de comportament experimental lligat a les condicions de la societat urbana: tècnica de passeig apressat a través d'ambients diversos. Especialment, també s'usa per designar la durada d'un exercici continu d'aquesta experiència.
- Urbanisme unitari

Teoria de l'ús conjunt de les arts i les tècniques que conflueixen en la construcció integral d'un ambient amb un lligam dinàmic amb experiències de comportament.
- Détournement

S'usa per abreviació de la fórmula: détournement d'elements estètics preconstituïts. Integració de produccions actuals o passades de les arts en una construcció superior de l'ambient. En aquest sentit, no hi pot haver pintura o música situacionista, sinó un ús situacionista d'aquests mitjans. En un sentit més primitiu, el détournement a l'interior de les antigues esferes culturals és un mètode de propaganda, que testimonia la usura i la pèrdua d'importància de tals esferes.
- Cultura

Reflex i prefiguració, en tot moment històric, de les possibilitats d'organització de la vida quotidiana; el conjunt de l'estètica, els sentiments i els costums, mitjançant els quals una col·lectivitat reacciona a la vida que li és objectivament donada per la seva economia.(Nosaltres definim aquest terme només des del punt de vista de la creació de valors, no des d'aquell de la seva transmissió.)
- Descomposició

Procés pel qual les formes culturals tradicionals s'autodestrueixen, sota l'efecte de l'aparició de mitjans superiors de domini de la natura, que permeten i esperonen construccions culturals superiors. Distingim entre una fase activa de la descomposició, demolició efectiva de les antigues superestrucutres – que finalitza al voltant del 1930 –, i una fase de repetició, que domina des de llavors. El retard en el pas de la descomposició a noves construccions està lligat al retard en la liquidació revolucionària del capitalisme.